# زیردریایی کلاس رونیس
سابمارین کلاس رونیس (به انگلیسی: Ronis-class submarine) یک کلاس از زیردریایی است که طول آن 55.0 m می‌باشد.